# Nososticta marina
Nososticta marina är en trollsländeart som först beskrevs av Friedrich Ris 1913.  Nososticta marina ingår i släktet Nososticta och familjen Protoneuridae. Inga underarter finns listade i Catalogue of Life.